# Bjergbestigning
Bjergbestigning er en aktivitet, sport, hobby eller profession hvor formålet er klatring i bjerge.
I Europa anvendes ofte udtrykket alpinisme (idet Alperne er det betydeligste bjergområde, i det som normalt regnes for Europa) for denne aktivitet. Tilsvarende kaldes aktiviteten ofte andinisme i Andesbjergene i Sydamerika. Men der findes ikke en tilsvarende betegnelse for klatring i Himalaya, hvor udtrykket ekspeditionsbjergbestigning eller -klatring anvendes som indikation af den tidsfaktor, der er involveret ved bestigning af verdens højeste bjerge som findes i Himalaya. Dette udtryk bruges uanset den stil, bjergene bestiges under anvendelse af.
Ved bjergbestigning anvendes altid redskaberne isøkse og steigeisen for at kunne klatre på sikker vis hen over gletsjere og stejle sne og isskråninger.
Der skelnes mellem forskellige former og stilarter indenfor bjergbestigning, blandt andet ekspeditionsstil og alpinstil.

## Stilarter

### Ekspeditionsstil
Ekspeditionsstilen bliver primært benyttet i Himalaya og i andre høje bjerge. Her hjælpes et team ad med at etablere lejre med udstyr og mad op af bjerget, og der anvendes ofte lokale hjælpere til at bære udstyr og etablere lejre. Sherpaer er et eksempel på dette. Mellem lejrene etableres ofte permanente reb ("fixreb") og andre hjælpemidler, som skal gøre det nemmere for deltagerne at klatre mellem de forskellige lejre. Klatrerne, som skal bestige toppen, følger et skema for højdetilvænning og sover i forskellige højder for at opnå optimal tilvænning til højden. Ind i mellem trækker deltagerne sig tilbage til base camp, for at restituere, læse e-mails osv. Selve forsøget på at nå toppen er kulminationen på ugers – eller i nogle tilfælde måneders – arbejde. Ekspeditionen regnes for en succes hvis en eller flere klatrere når toppen, også selvom ekspeditionen måske har haft 15 deltagere og 50 sherpaer.
De store kommercielle bestigninger af bl.a. Mount Everest bruger alle ekspeditionsstilen og har meget avancerede forhold i base camp med bl.a. satellitforbindelser og læger.

### Alpinstil
Alpinstil er oprindeligt opstået i Alperne i Europa og er en letvægtstilgang til bjergbestigning. Typisk klatres i et mindre team (op til 4-5 mennesker), som medbringer alt nødvendigt udstyr og mad til bestigningen hele vejen. Det betyder, at når teamet forlader dalen, har de ikke mulighed for at vende tilbage efter mere mad, og der etableres ikke flere samtidige lejre undervejs. Så populært sagt pakker klatrerne hele lejren sammen om morgenen, klatrer hele dagen, og etablerer ny lejr om aftenen og så fremdeles. I den alpine stil bruger man således kke bærere på selve bestigningen. En variant af alpin stil er den såkaldte "capsule style", hvor teamet anlægger flere lejre op af bjerget, men ikke har en base camp at trække sig tilbage til. Så når de først har forladt dalen, er de afskåret fra omverdenen.
I de senere år er det blevet mere og mere populært at anvende alpin stil også på de højeste bjerge, og denne stilart vurderes af mange til at være en mere ægte stil end ekspeditionsstilen, som mange ser ned på.
Alpinstil anvendes også ofte af bjergbestigere, som klatrer alene.

## Forskelligt
En af de mest berømte eksponenter for alpinstil er italieneren Reinhold Messner, som var den første til at bestige samtlige 14 bjerge i Himalaya med en højde på over 8000 meter.
Beretningen om den første bestigning af Eigers berygtede nordvæg i 1938 er beskrevet af Heinrich Harrer i bogen Die Weiße Spinne, hvilket er blevet en klassiker i litteraturen om bjergbestigning.

## Danske bjergbestigere
Kun få danskere har udøvet bjergbestigning i verdens højeste bjerge i Himalaya.
En af de mest kendte, som tidligt var i gang, er formentlig Klavs Becker Larsen, som før Mount Everest blev besteget gjorde et forsøg på at blive den første på verdens tag. Han forsøgte i 1951 bestigningen fra nord, den tibetanske side, men startede i Indien. Det var et eventyr i sig selv at nå ind til bjerget og Klavs' sherpa-ledsagere mistede da også hurtigt modet på selve bjerget, så Klavs blev formået til at vende om i nærheden af North Col.
Den første rent danske Himalaya ekspedition fandt sted meget senere i 1988. Målet var det 6.856 meter høje Ama Dablam, som er et meget udfordrende bjerg fra et teknisk synspunkt, men næsten er 2.000 meter lavere end Klavs Becker Larsens mål. Det lykkedes at sætte to hold først Søren Smidt og Bo Belvedere Christensen og siden Jan Mathorne og Henrik Jessen Hansen på toppen.
Den første danske ekspedition til et af de kun 14 bjerge over 8.000 meter fandt sted i 1991. Målet var det 8.167 meter høje Dhaulagiri i Nepal. Jan Mathorne og Bo Belvedere Christensen gjorde et mislykket forsøg som endte i storm i 7.800 meter, men de efterlod lejre, mad og kogegrej, som Søren Smidt kunne gøre brug af i et sidste forsøg inden monsunen satte ind. Han nåede toppen af bjerget og blev dermed den første dansker, som nåede toppen af et over 8.000 meter højt bjerg.
Michael Knakkergård Jørgensen blev den første dansker som besteg Mount Everest, da han nåede toppen i 1995 fra nordsiden, den tibetanske side. Michael brugte iltflasker og der er dd. (27.10.2015) trods adskillige forsøg ingen danskere, der har besteget bjerget uden brug af ilttilskud.
Året efter forsøgte en større gruppe mennesker at bestige bjerget i ustabilt vejr. Nogle nåede toppen bl.a. den første danske kvinde, Lene Gammelgaard, men for mange endte forsøgene i ulykke eller endog dødsfald. Lene reddede sig ned med mindre forfrysninger. Hun havde overnattet i en gruppe mennesker ude i en snestorm og en del af disse overlevede ikke natten. Bo Belvedere Christensen klatrede sammen med en finsk klatrer, Veikka Gustafsson, til 8.450 meters højde uden iltflasker og var indtil år 2000 den dansker, som havde været højst uden ilttilskud.
I år 2000 fandt den første rent danske Everest ekspedition sted. Det lykkedes at få endnu 2 danskere på toppen: Mads Granlien og Asmus Nørreslet. Det lykkedes på denne ekspedition endvidere Allan Christensen at skubbe højderekorden uden ilt til ca. 8700 meter.
Asmus er i dag Guide de Haute Montagne i Chamonix ved Mont Blanc og lever som guide af bjergbestigning. Dermed blev han den første danske professionelle bjergbestiger. Kasper Berkowicz, Kenneth Hanning og Søren Svinth er også danske professionelle bjergguider, men uddannet via det svenske guide program. Kristoffer Szilas må også nævnes i denne kategori på grund af sine utallige klatreekspeditioner, selvom han nok kun kan betegnes som værende semiprofessionel.

## Sherpa-folk bjergbestigere
Betegnelsen Sherpa anvendes uformelt for de bjergguider, som ledsager langvarige trekkingture, ekspeditioner og bjergbestigninger i Himalaya. Begrebets oprindelse relaterer sig til at disse bjergguider først og fremmest har deres oprindelse og opvækst blandt sherpa-folket fra Khumbu-regionen (Khumbu-Sherpaer) i Nepal, hvor tilvænning til den tynde bjergluft indgår som en del af den daglige tilværelse.
De mange sherpaer eller bjergguider af sherpa-oprindelse, som har ledsaget individuelle bjergbestigere og ekspeditioner, har gjort det muligt for mange udenlandske bjergbestigere og eventyrere at nå toppen af verdens højeste bjerge. I mange tilfælde skyldes successerne ikke mindst disse bjergguiders fysiske formåen, uden hvilken mange ekspeditioner formentlig ikke ville være i stand til at nå deres mål.

### Kendte bjergguider fra sherpa-folket
- Tenzing Norgay – først mand (og første Sherpa) på toppen af Mount Everest sammen med Edmund Hillary.
- Ang Rita Sherpa – en af de mest succesrige organisatorer af bjergbestigningsekspeditioner.
- Apa Sherpa – har været på toppen af Mount Everest 21 gange
- Kami Rita Sherpa – har været på toppen af Mount Everest 24 gange

## Eksterne hevisninger og kilder